# Église de la Mère-de-Dieu de Donja Kamenica
Pour les articles homonymes, voir Église de la Mère-de-Dieu.
L'église de la Mère-de-Dieu de Donja Kamenica (en serbe cyrillique : Богородичина црква у Доњој Каменици ; en serbe latin : Bogorodičina crkva u Donjoj Kamenici) est une église orthodoxe serbe serbe située à Donja Kamenica, dans la municipalité de Knjaževac et dans le district de Zaječar, en Serbie. Elle est inscrite sur la liste des monuments culturels de grande importance de la république de Serbie (no SK 217).

## Présentation
L'église a été fondée dans le premier quart du XIVe siècle par un noble bulgare inconnu ; elle a en même temps été ornée de fresques.

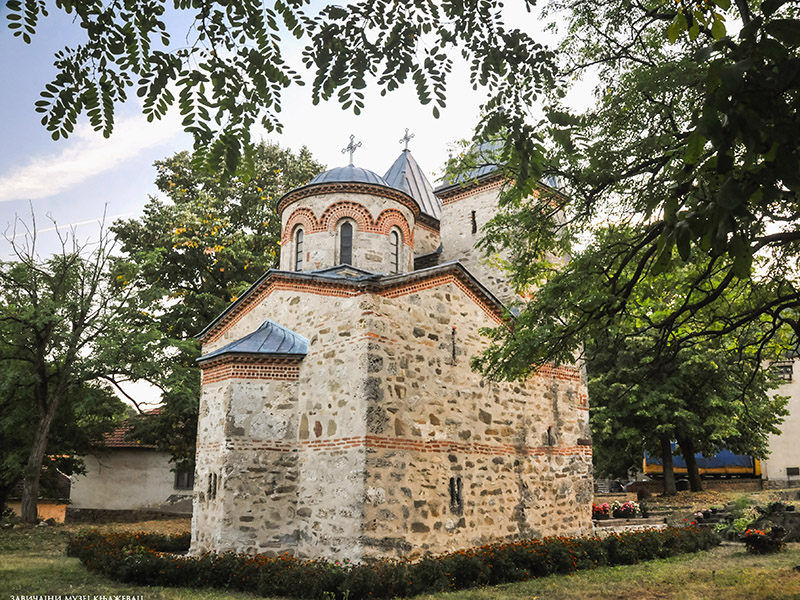
Autre vue de l'église

L'édifice, de dimension modeste, est construit sur un plan cruciforme irrégulier. La nef est surmontée d'une coupole et elle est précédée par un narthex dominé par deux tours-clochers ; à l'origine, il s'agissait d'un simple porche en bois avec un rez-de-chaussée et un étage comme on peut le voir sur une maquette de l'église représentée sur les fresques avec le donateur dans la nef et l'actuel narthex.

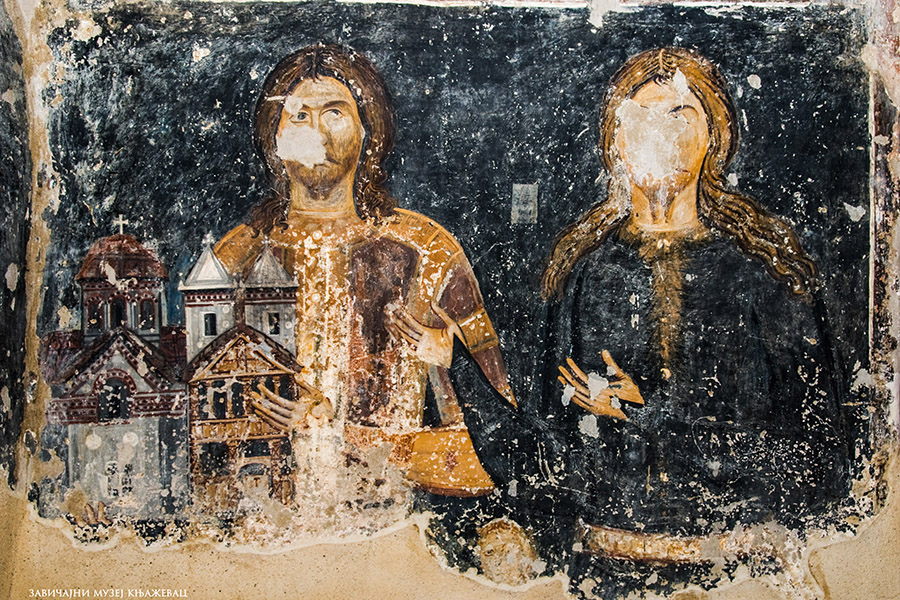
Fresque avec une maquette de l'église

Les peintures de l'église offrent un programme iconographique complexe. Dans la zone de l'autel, on trouve notamment une composition avec la Mère de Dieu, l'Enfant Jésus et les Anges. Dans la première zone de la nef sont représentés des figures de Saints en pied et le portrait du fondateur ; dans les zones supérieures, on trouve des représentations empruntées aux cycles des Fêtes saintes et de la Passion du Christ. Dans le narthex, on trouve notamment des portraits d'évêque, des scènes de la Vie de la Mère de Dieu mais aussi des scènes de la Vie de Saint Nicolas et, encore une fois, un portrait du fondateur et de sa famille.
Des travaux de restauration sur l'architecture et les peintures se sont terminés en 1958.

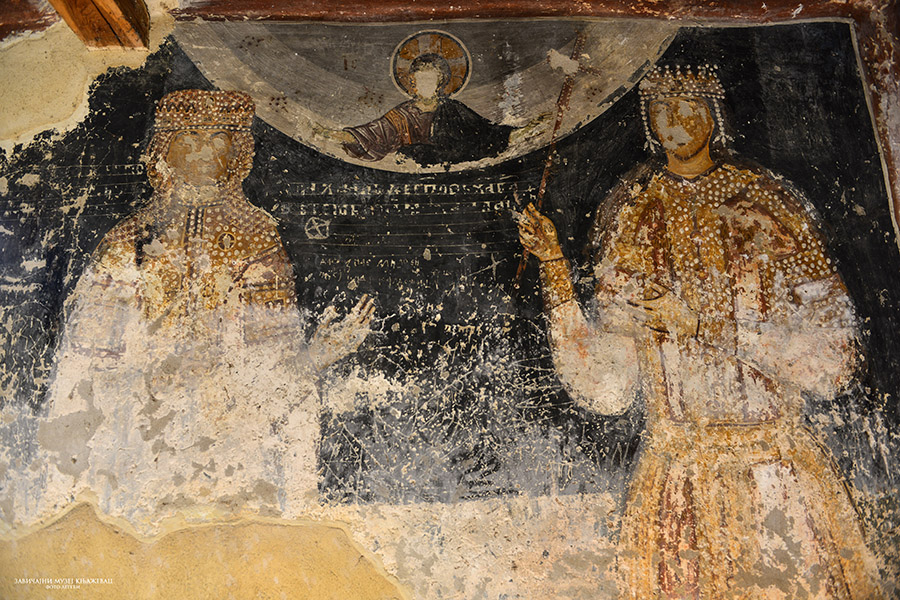
Fresque
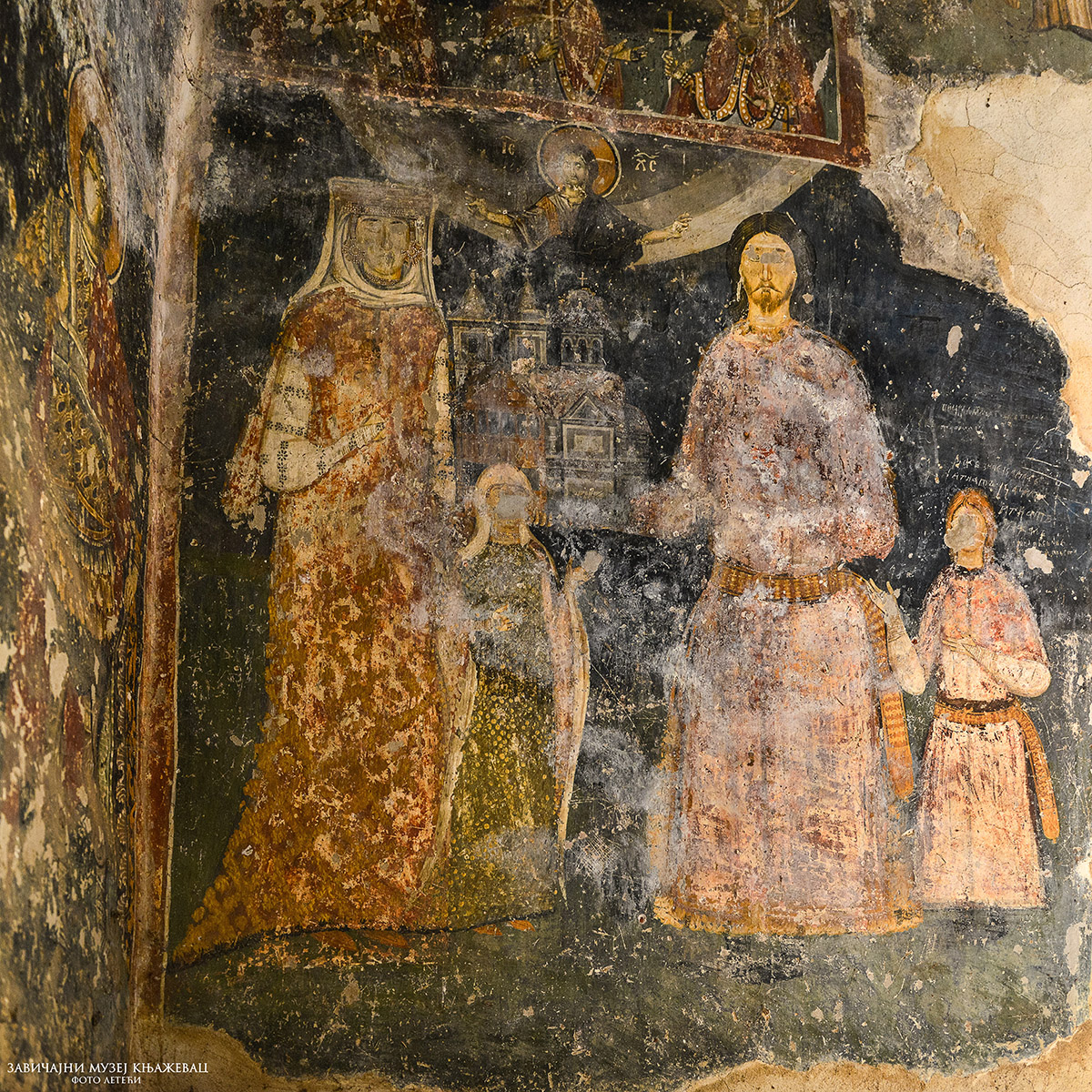
Autre fresque, avec le donateur, sa famille et une maquette de l'église
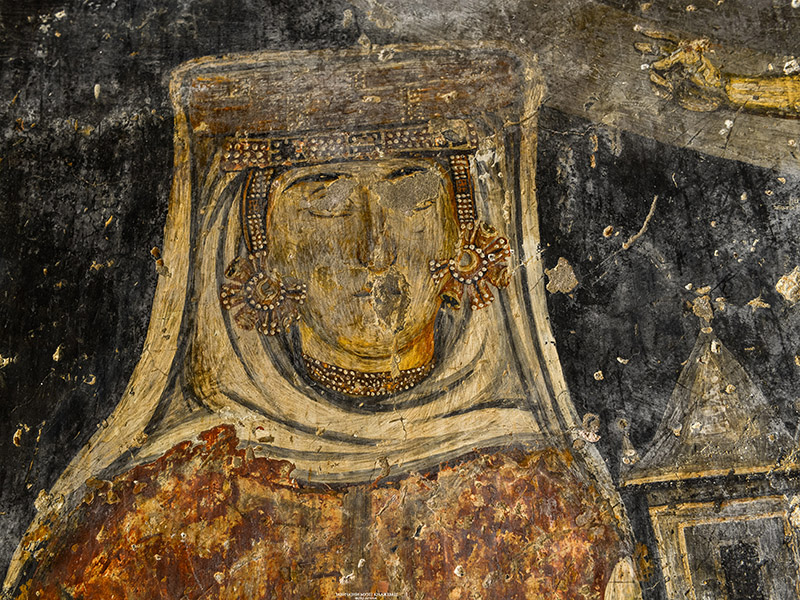
Détail de la fresque précédente
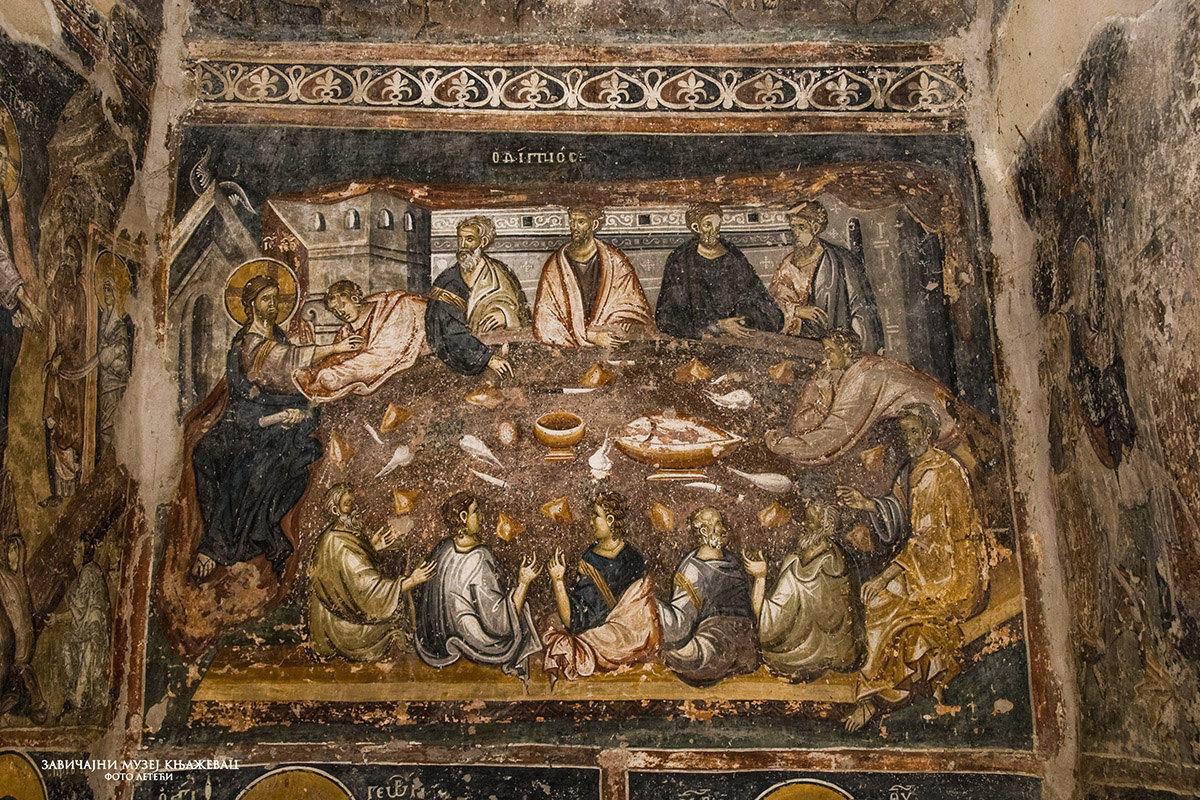
Autre fresque
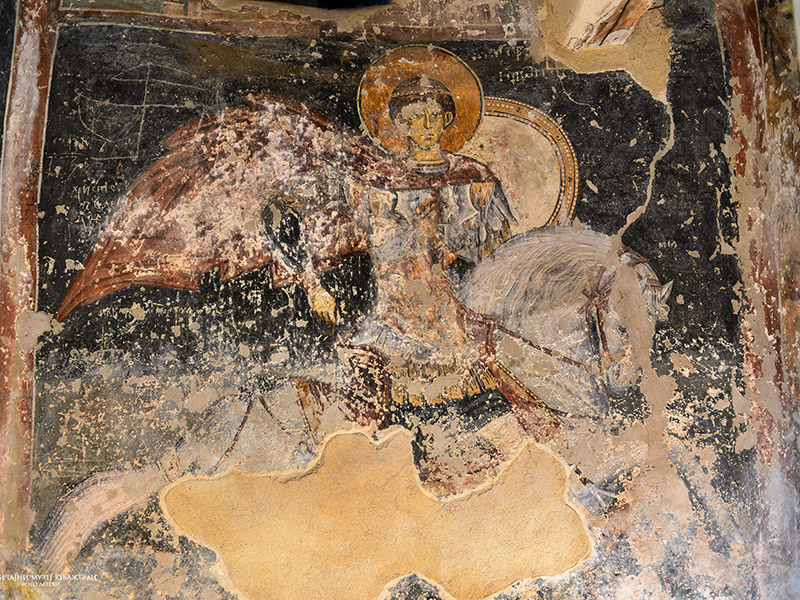
Fresque représentant un Saint Guerrier
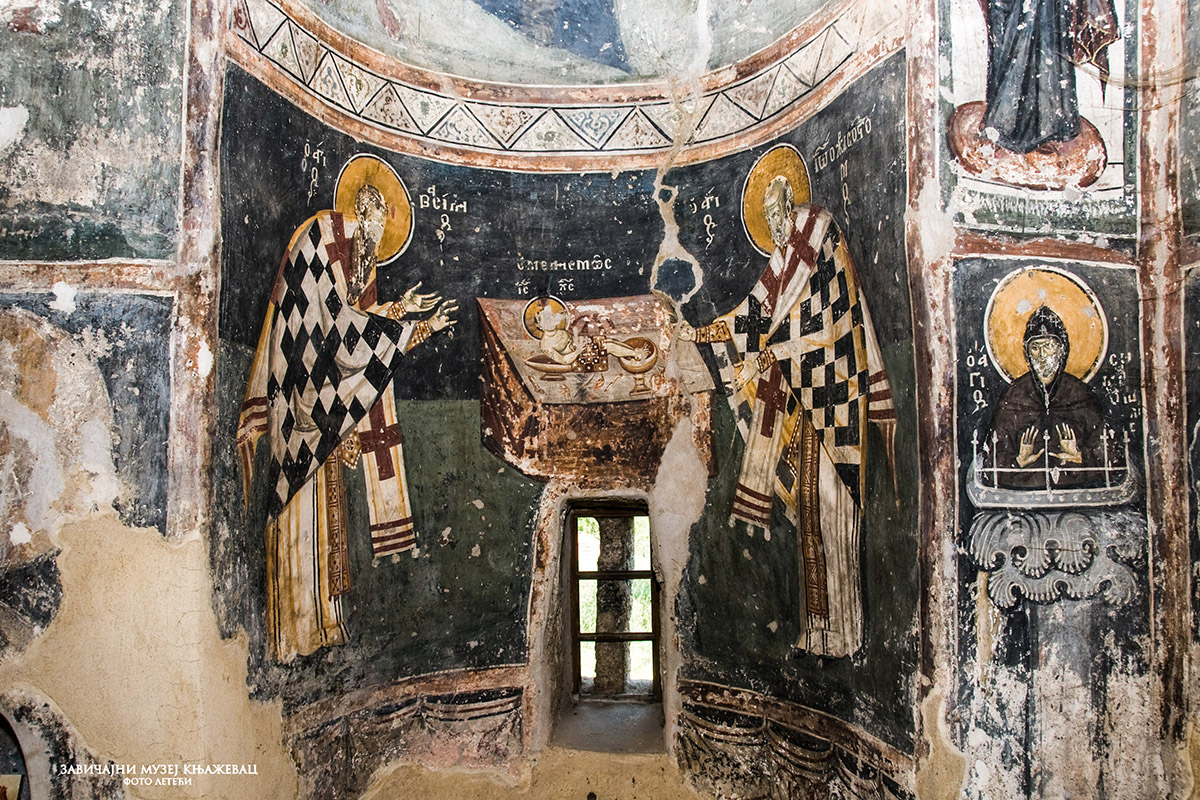
Autre fresque